# Otto Hellmuth

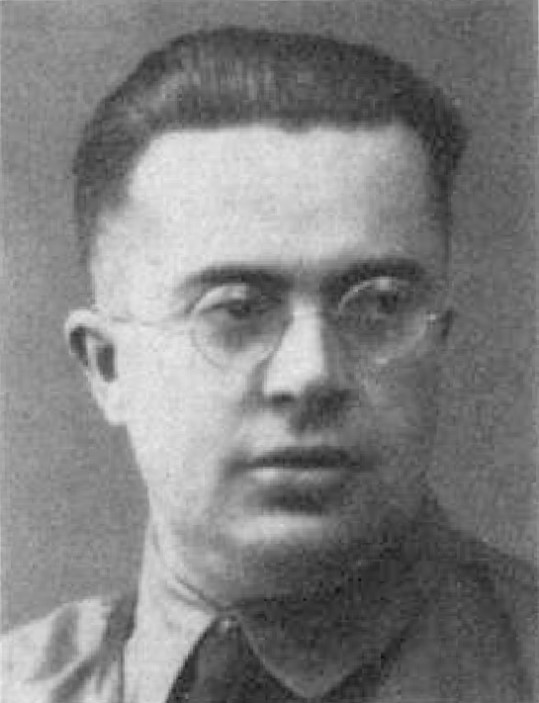
Otto Hellmuth (ca. 1938)

Otto Hellmuth (* 22. Juli 1896 in Markt Einersheim; † 20. April 1968 in Reutlingen) war ein deutscher Zahnarzt, Politiker (NSDAP), Gauleiter und Regierungspräsident von Mainfranken im nationalsozialistischen Deutschen Reich.

## Jugend und Krieg
Otto Hellmuth wurde am 22. Juli 1896 in Markt Einersheim (Landkreis Kitzingen, Unterfranken) als Sohn eines Oberbahnmeisters geboren. Er wurde streng katholisch erzogen. Nach der Reifeprüfung trat er 1914 als Kriegsfreiwilliger in die bayerische Armee ein und nahm am Ersten Weltkrieg teil. Er erhielt das Eiserne Kreuz II. Klasse sowie 1918 das Verwundetenabzeichen in Silber.

## Studium und Beruf
Nach Kriegsende begann er das Studium der Zahnmedizin in Freiburg im Breisgau und Würzburg, das er 1922 mit seiner Promotion als Doktor der Zahnmedizin abschloss. Anschließend betrieb er eine zahnärztliche Praxis in Marktbreit, wo er ab 1924 für die NSDAP in den Stadtrat gewählt wurde.

## Politische Anfänge
Bereits 1919 betätigte sich Hellmuth auch politisch, kämpfte im Kreiswehrregiment „Würzburg“ gegen die Räterepublik und gründete den Völkischen Kampfbund „Frankenland“, der später in die SA integriert wurde. 1920 wurde er Mitglied im Deutschvölkischen Schutz- und Trutzbund und machte hier schon eine kleine Karriere 1922 als Kreisleiter von Unterfranken und ab 1923 als Gauleiter von Nordbayern. So gewann Hellmuth am 17. Dezember 1922 die bekannte deutsch-mexikanische rechtsradikale Rednerin Andrea Ellendt für eine Versammlung im Würzburger Huttenschen Garten.
1922 trat Hellmuth der NSDAP bei und schloss sich der Partei nach ihrer Neugründung zum 3. Dezember 1925 erneut an (Mitgliedsnummer 22.815). Sein parteipolitisches Engagement verstärkte sich nach Auflösung des Deutschvölkischen Schutz- und Trutzbundes. Seine eigentliche Karriere begann aber erst am 3. September 1928 mit seiner Ernennung zum Gauleiter der NSDAP in Unterfranken. Im Jahre darauf wurde er Mitglied des Bayerischen Landtags. Am 19. November 1930 initiierte Hellmuth eine Protestkundgebung gegen die im Würzburger Stadttheater vorgesehene Aufführung des Stückes Dybuk von Salomon An-ski durch die hebräischsprachige Theatertruppe des Moskauer Theaters „Habima“. Nur durch massiven Polizeieinsatz konnten die antisemitisch motivierten Störungen durch Sprechchöre von mehreren Hundert Protestierern und das gewaltsame Eindringen ins Theater unterbunden und die Abendaufführung gesichert werden. Nicht erspart blieben den vorwiegend jüdischen Theaterbesuchern, darunter auch dem nichtjüdischen Oberbürgermeister Hans Löffler, vor der Vorstellung ein Spießrutenlauf durch eine fanatisierte Menge.
Nach der Vorstellung wurden die Besucher vom Mob wiederum belästigt und mehrere Menschen auch verletzt. Vom Würzburger Schöffengericht verurteilte NSDAP-Anhänger erhielten im Februar 1931 mildernde Umstände, da das Motiv der Angeklagten „kein unehrenhaftes“ gewesen sei.

## „Ritualmord“ in Manau

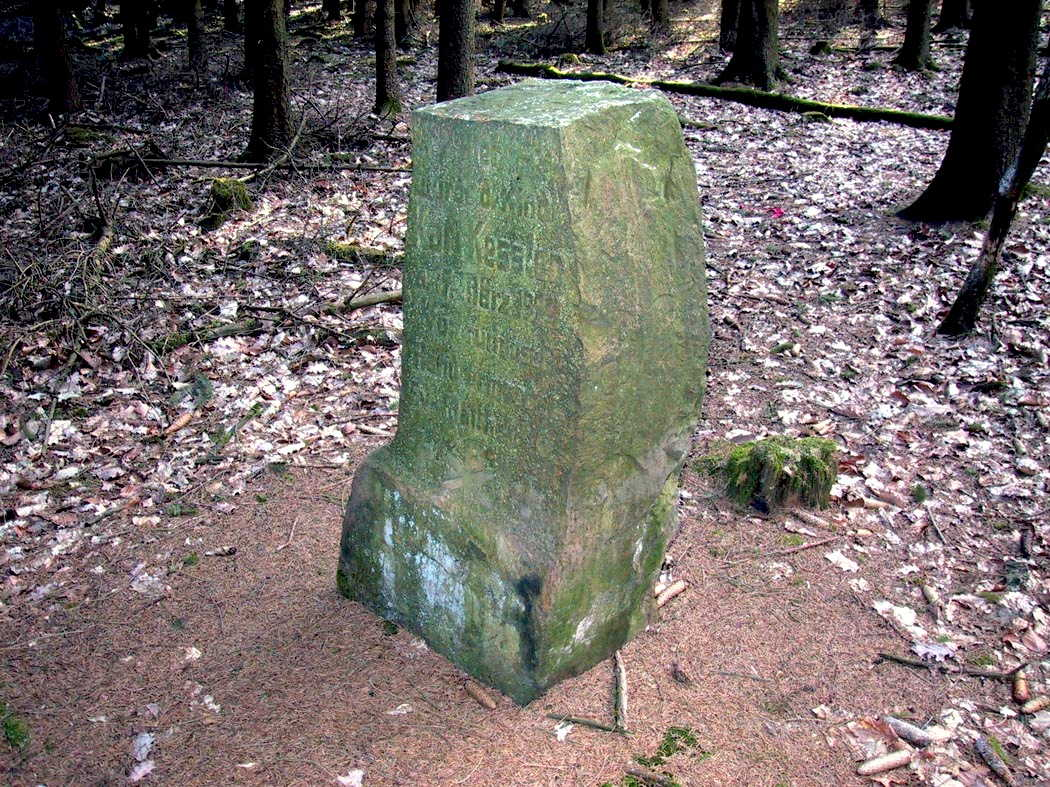
„Mordstein“ der Nationalsozialisten im Wald bei Manau – Inschrift: „Hier wurde d. Kind Karl Kessler a. 17. März 1929 von ruchloser Hand ermordet Ev. Math. 18. 6.“ (d. h. Matthäus-Evangelium, Vers 18:6)

Zu den schon früh ausgebildeten Eigenschaften Hellmuths gehörte neben einem radikalen Antiklerikalismus seine Judenfeindlichkeit. Bereits 1919 verbreitete er im Deutschvölkischen Schutz- und Trutzbund antisemitische Flugblätter in Marktbreit. Aber erst der sogenannte Ritualmord von Manau bot ihm die Gelegenheit, sich als strammen Antisemiten zu profilieren. Hintergrund war der Mord an dem viereinhalbjährigen Jungen Karl Keßler am 17. März 1929 in Manau bei Hofheim in Unterfranken. Das in dem kleinen Ort aufgekommene Gerücht, das Kind sei einem jüdischen Ritualmord zum Opfer gefallen – eine Ritualmordlegende –, griff der eifrige Gauleiter willig auf und kombinierte in der antisemitischen Wochenzeitung Der Stürmer als Sonderberichterstatter Behauptungen über jüdische Sitten zur Verwendung von Menschenblut beim Mazzenbacken mit blutrünstigen Details des Verbrechens. Obwohl die Staatsanwaltschaft von einem Lustmord ausging und die Ritualmordanschuldigungen zurückwies, gelang es Hellmuth, einen großen Teil der Bevölkerung – unter anderem mit der kostenlosen Verteilung des Stürmers und einer Massenversammlung im Huttenschen Garten in Würzburg am 30. April 1929 unter dem Motto „Die geschichtliche Wahrheit über die jüdischen Blutmorde“ – so aufzuhetzen, dass neben der Kirche auch die Justiz einschritt und den Stürmer-Herausgeber Julius Streicher wegen der Kampagne zu einer mehrmonatigen Haftstrafe verurteilte. Hellmuth als Urheber im Hintergrund konnte allerdings nicht belangt werden. Selbst Jahre später versuchte Hellmuth – dann schon als Gauleiter und Regierungspräsident von Unterfranken und Aschaffenburg – einen jüdischen Religionslehrer und einen Schächter als Täter zu überführen. Trotz Anwendung der bekannten Gestapo-Methoden konnte weder der Beweis ihrer Täterschaft erbracht noch der Fall aufgeklärt werden. Der Mörder ist bis heute nicht bekannt. In Manau wurde 1930 ein sogenannter Mordstein am Fundort der Kinderleiche aufgestellt und ab 1937 jeweils am Todestag Karl Keßlers eine propagandistische Gedenkfeier abgehalten.

## Gauleiter und Regierungspräsident
Kurz nach der Machtergreifung der Nationalsozialisten zog Hellmuth als Abgeordneter in den nunmehr parlamentarisch bedeutungslosen nationalsozialistischen Reichstag ein. Zu seinen bisherigen Rängen und Titeln als Gauleiter (seit 1928), SA-Standartenführer und NSKK-Obergruppenführer kam am 1. Juli 1934 (als Nachfolger des am 1. November 1933 vorzeitig in den Ruhestand versetzten Bruno Günder) das Amt des Regierungspräsidenten von Unterfranken und Aschaffenburg bzw. (nach Umbenennung des Regierungsbezirks am 1. Juli 1937) Mainfranken. Schon drei Wochen vor der ersten großen reichsweiten Boykottaktion gegen Juden erzwang Hellmuth am 11. März 1933 in Würzburg die zeitweise Schließung jüdischer Geschäfte, Kanzleien und Praxen.

## Heirat und Familienleben
Seine ausgeprägte Vorliebe für Pomp und große Gesten konnte er bei seiner Heirat mit der aus Kassel stammenden Zahnärztin Erna Maria Stamm in einer sogenannten deutschen Hochzeit demonstrieren. Die Trauung des Gauleiters fand am 13. Juni 1936 im Wenzelsaal des Würzburger Rathauses statt, da der eigentliche städtische Trauungssaal hierfür zu klein war. Das in einer Pressebesprechung schon eine Woche vorher vorgestellte Festprogramm sollte nach dem Bericht des Fränkischen Volksblattes vom 12. Juni 1936 wie folgt ablaufen:

„Anschließend an die standesamtliche Trauung im Wenzel-Saal im Rathaus begibt sich der Gauleiter mit seiner Braut im Wagen durch die Straßen der Stadt zum Residenzplatz. Dort wird die Ankunft des Hochzeitspaares durch 40 Fanfarenbläser der HJ, die um den Frankonia-Brunnen aufgestellt sind, angekündigt. Damit beginnt die deutsche Hochzeitsfeier, die von der Stadt Würzburg und vom Gau Mainfranken der NSDAP veranstaltet wird. Die Feier umfasst fünf Abschnitte:

Der Gauleiter begibt sich mit seiner Braut, gefolgt von seinen Hochzeitsgästen, vom Wagen in den Ehrenhof und wird dort von den politischen Leitern und Abordnungen der NS-Organisationen begrüßt. Dem Volk ist dabei der Zutritt zum Ehrenhof ebenfalls möglich.

Der Hochzeitszug beschreitet unter den Klängen der Reichsheerkapelle das Vestibül der Residenz, wo die Vertreter aller Stände in vier Gruppen aufgestellt sind. Der Dichter Nikolaus Fey begrüßt in Mundart das Hochzeitspaar namens der Bauern, Winzer, Holzarbeiter, Fischer und Trachtenträger. Der Dichter Adalbert Jakob […] BDM-Mädchen mit Eichengirlanden […] weisen dem Brautpaar den Weg zum Weißen Saal, bei dessen Betreten die vom Dirigenten der Liedertafel, Oberlehrer Zeller, eigens verfasste Hymne ‚Aufjauchze mein Herz‘ von der Liedertafel gesungen wird […] Nach der Festrede begibt sich der Hochzeitszug durch den Gartensaal in den Hofgarten […] Das Volk hat Gelegenheit, den Darbietungen im Hofgarten von dessen höher gelegenen Teilen aus anzuwohnen.“

Im Kaisersaal der Residenz wurde vor einem großen Hakenkreuz zwischen Eichenbäumchen die sogenannte deutsche Trauung durch den stellvertretenden Gauleiter und Oberbürgermeister von Schweinfurt, Ludwig Pösl, anstelle eines Priesters vorgenommen.
Von einem ausgeprägten Selbstwertgefühl zeugt auch sein Anspruch auf eine angemessene Privatresidenz. Zu diesem Zweck übernahm Hellmuth die Villa des jüdischen Apothekers Max Mandelbaum. Die Familie Mandelbaum entschloss sich zur Emigration und wollte die in der Ludendorffstraße (heute Rottendorfer Straße) 26 in Würzburg gelegene Villa 1938 noch vor der „Reichspogromnacht“ über einen Makler für 100.000 RM verkaufen. Von dem bereits vorhandenen Kaufvertrag, der zur Beurkundung bei einem Notar vorlag, erhielt Hellmuth in seiner Eigenschaft als Regierungspräsident Kenntnis und drängte die Stadt Würzburg zur Ausübung ihres Vorkaufsrechtes. Die Stadt kaufte schließlich das Villengrundstück für 100.000 RM und veräußerte die Liegenschaft sogleich für 80.000 RM an Hellmuth. Der Gauleiter konnte jedoch nur 20.000 RM aufbringen, weshalb die Restsumme zu vier Prozent Zins als unkündbare Hypothek gestundet wurde. Ob die Stadt Würzburg jemals zu ihrem Geld gekommen ist, ist nicht bekannt.
Die Villa war fortan der Treffpunkt für Parteigrößen, die Würzburg besuchten. Hellmuths Frau, die er mit dem Titel „Hohe Frau“ anreden ließ, übernahm offensichtlich schnell den Stil ihres Mannes und beschäftigte nach Unterlagen des Würzburger Arbeitsamtes zwischen 1936 und 1945 mindestens 28 Hausgehilfinnen. Die zeitliche Inanspruchnahme und die herablassende Behandlung sowie teilweise Lohnzurückhaltungen führten zu einem schnellen Personalwechsel in der Gauleitervilla.
Das erste von insgesamt drei Kindern wurde nach der fränkischen Herzogin Gailana, die die Ermordung des Frankenapostels Kilian veranlasst hatte, „Gailana“ genannt und nicht kirchlich getauft. Ein im November 1938 geborener Sohn erhielt als Vornamen den Nachnamen des Bauernführers Florian Geyer. In Würzburg ging das Gerücht um, der Hund des Gauleiters werde „Kilian“ gerufen. Nach Zeugenaussagen hieß der Hund Hellmuths jedoch „Senta“. Sein öffentliches und privates Verhalten und vor allem seine antikirchlichen Ausfälle machten Hellmuth zur unbeliebtesten Parteigröße in Würzburg.

## Selbstdarstellung und Ämter
Als Leiter eines der kleinsten Gaue im Deutschen Reich und unmittelbar im Schatten des „Frankenführers“ Julius Streicher ließ Hellmuth das enteignete Würzburger Gewerkschaftshaus in der Augustinerstraße „Dr.-Otto-Hellmuth-Haus“ benennen. Auf dem „Adolf-Hitler-Feld“ vor der Florian-Geyer-Ruine in Giebelstadt legte er im April 1938 folgendes Gelöbnis ab:

„Ich gelobe, Ihnen, mein Führer, diesen meinen Gau kraft seiner überreichen kulturellen und freikämpferischen Tradition so stark und rein aufzubauen und einzusetzen, dass er wird zum Land-ohne-Sorge für unseren Führer. Der Bauerntraditionsgau Mainfranken wird werden und muss sein: Das Sanssouci Adolf Hitlers! Sieg Heil!“

Der Gauleiter erlebte mit Beginn des Zweiten Weltkrieges eine Enttäuschung, als ihm aufgrund der „Verordnung über die Bestellung von Reichsverteidigungskommissaren“ vom 1. September 1939 im Gegensatz zur Mehrzahl der Gauleiter das neue Amt des Reichsverteidigungskommissars nicht übertragen wurde, da der Gau Mainfranken keinem der 18 Wehrkreise entsprach. Erst mit der „Verordnung über die Reichsverteidigungskommissare und die Vereinheitlichung der Wirtschaftsverwaltung“ vom 16. November 1942 wurden die Parteigaue zu Reichsverteidigungsbezirken und damit jeder Gauleiter zum Reichsverteidigungskommissar gemacht.
Im Laufe seiner politischen Tätigkeit erhielt Hellmuth die Dienstauszeichnung der NSDAP in Silber, das SA-Sportabzeichen, das Ehrenzeichen des Deutschen Roten Kreuzes 1. Klasse, das Verdienstkreuz des Deutschen Roten Kreuzes und das Goldene Parteiabzeichen.
Als Gauleiter bemühte er sich um einen Dienstwagen vom Typ Mercedes 540K (Kompressor), Kosten rund 20.000 Reichsmark, wurde jedoch parteiintern auf den kleineren Typ Mercedes 300 verwiesen, der mit „Parteirabatt“ für 10.000 Reichsmark zu haben und das typische Fahrzeug für die „Reichsleitung“ war.
Der nationalsozialistischen Verehrung der Mütter als „Lebensborn des deutschen Volkes“ (vergleiche Frauen im Nationalsozialismus) gemäß führte Hellmuth von sich aus schon am 8. April 1936, also noch vor der Stiftung des Mutterkreuzes mit Anordnung vom 16. Dezember 1938 durch Hitler, im Gau Mainfranken eine „Ehrenkarte für die deutsche Mutter“ ein. Die Geehrte musste eine Mutter „deutschen Blutes“ sein und mindestens vier „erbgesunden Kindern“ das Leben geschenkt haben.

## „Dr.-Hellmuth-Plan“

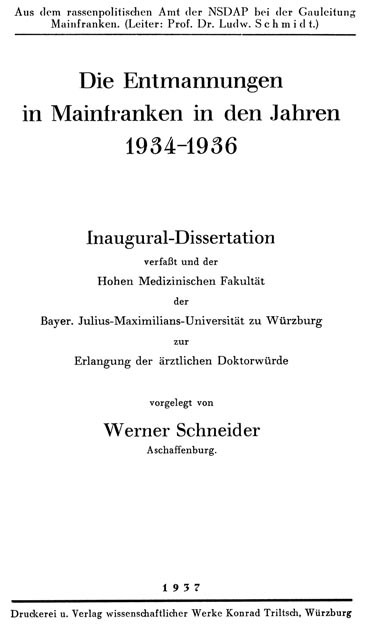
Dissertation Die Entmannungen in Mainfranken in den Jahren 1934–1936 beim rassenpolitischen Amt der NSDAP-Mainfranken

Überregionale Bedeutung vor allem durch die damalige Fachpresse erlangte der „Dr.-Hellmuth-Plan zur Neuordnung des Gaues Mainfranken“, auch als Rhönplan oder Rhönaufbauplan bekannt, mit dem Hellmuth 1933 an die Öffentlichkeit trat. Dieser seit 1935 von der Landesplanungsgemeinschaft Bayern – Bezirksstelle Würzburg – ausgearbeitete und seit etwa 1938 auch in der hessischen und thüringischen Rhön durchgeführte Plan sollte zu einer strukturellen Verbesserung der wirtschaftlichen und sozialen Gegebenheiten in den ländlichen Regionen Mainfrankens und der gesamten Rhön führen, die vor allem durch die fränkische Realteilung wirtschaftlich teilweise sehr schwach waren. Hellmuths Leitwort hierfür lautete: „Aus Notstandsgebieten Wohlstandsgebiete im deutschen Raume […] gestalten“. Dies galt vorrangig für die Rhön, die als ein solches Notstandsgebiet definiert wurde, da die überwiegend im Nebenerwerb betriebenen landwirtschaftlichen Betriebe besonders nach der Weltwirtschaftskrise überschuldet waren. Im Jahr 1936 erschien der erste Band der von Ludwig Schmidt-Kehl herausgegebenen Reihe Schriften aus dem Rassenpolitischen Amt der NSDAP bei der Gauleitung Mainfranken zum Dr.-Hellmuth-Plan mit der 1935 vorgelegten medizinischen Dissertation von Josef Dausacker Rassenkundliche Erhebungen in den Rhöndörfern Platz und Geroda. Die Reichsarbeitsgemeinschaft für Raumforschung, die im Februar 1938 den Plan in ihrer Monatsschrift Raumforschung und Raumordnung vorgestellt hatte, förderte Untersuchungen im Rahmen des Plans. Mit der geplanten Verbesserung der Infrastruktur und den landwirtschaftlichen Nutzungsbedingungen durch Anlegung eines umfassenden Wegenetzes (unter anderen der Hochrhönstraße), Drainage und Entsteinung, Aufforstung sowie eine Flächenumlegung gingen auch rassenpolitische Maßnahmen einher wie die unter Leitung des „Sippenkundlers“ des Rassenpolitischen Amtes der Gauleitung Mainfrankens Rolf Kilian durchgeführten „erbbiologische Bestandsaufnahmen“ und die „Auslese“ der „nicht Fortpflanzungswürdigen“ in Anwendung des Gesetzes über die Verhütung erbkranken Nachwuchses vom 14. Juli 1933, das eine auch zwangsweise Sterilisation von Trägern vermeintlich erblicher Krankheiten vorsah. Nur der „rassisch wertvolle“ Bevölkerungsteil sollte zur Bodenbebauung und Fortpflanzung auf den geplanten 17 Erbhöfen (siehe Reichserbhofgesetz) in Betracht kommen. Hierzu führte der Leiter des Rassenpolitischen Amtes des Gaues Mainfranken, Ludwig Schmidt-Kehl („Rassen-Schmidt“), aus:

„Sentimental ist der Nationalsozialismus nicht, er verzettelt seine Kraft nicht in Aufgaben, die sich völkisch nicht lohnen. Mögen noch so interessante wirtschaftliche Probleme zur Maßnahme locken, der Nationalsozialismus wird sie nicht aufgreifen, wenn sie nicht einem Volksteil zugute kommen, der sie durch gesteigertes Leben dankt; den Wohlfahrtsgedanken demokratischer Prägung hat unser Staat aufgegeben. […]

Wissend, dass Erbgut das Wesen des Menschen bestimmt, tritt der Politiker heute an den Erbbiologen heran mit der Frage: aus welchem Holz ist der Rhöner geschnitzt. […]

Im Vordergrund muss also die Erforschung der menschlichen Tüchtigkeit der Bewohner stehen, und hier galt es nach nationalsozialistischen Grundsätzen, über die Untersuchung des Einzelwesens hinauszugehen und nicht mehr und nicht weniger zu erforschen als den Erbwert der gegenwärtig lebenden und in der Zukunft zu erwartenden Bevölkerung. Im Gau Mainfranken ist erstmals an die Verwirklichung dieser Forderung herangegangen worden, um hieb- und stichfeste Grundlagen für das Menschenproblem in der Rhön zu schaffen.“

Ausgeführt wurden bis zur kriegsbedingten Einstellung 1944 die Arbeiten in erster Linie vom Reichsarbeitsdienst (RAD). Die Rhön wies demgemäß eine der größten Dichten von RAD-Lagern reichsweit auf. Es wurde auch ein Lager an der Hochrhönstraße im Bereich des Schwarzen Moors nach dem Gauleiter benannt. Von den geplanten Höfen wurde nur der  Rhönhof bei Hausen fertiggestellt und im April 1938 mit politischer Prominenz eingeweiht.

## „Aktion T4“ und Räumung der Heil- und Pflegeanstalt Werneck
Am 23. September 1940 verlangte Hellmuth bei einem Besuch vor Ort die sofortige Räumung der Heil- und Pflegeanstalt Werneck und beschlagnahmte diese für die Unterbringung von „volksdeutschen“ Umsiedlern aus Bessarabien. Vom 3. bis 6. Oktober 1940 wurden insgesamt 777 Patienten aus Werneck verlegt. Davon kam die Hälfte in die Heil- und Pflegeanstalt Lohr am Main und die andere Hälfte über verschiedene Zwischenanstalten in die Tötungsanstalten der als „Euthanasie“ bezeichneten Ermordung von Geisteskranken und Behinderten im Schloss Sonnenstein bei Pirna und Schloss Hartheim bei Linz, wo sie vergast wurden. Die Verlegung der Kranken wurde von der „Gemeinnützigen Krankentransport GmbH Berlin“, einer Tarnorganisation der von der Kanzlei des Führers durchgeführten „Aktion T4“, vorgenommen. Beim Abtransport sicherte Hellmuth zu, dass die Patienten nach Abschluss der Umsiedlungsaktion der „Volksdeutschen“ wieder nach Werneck zurückverlegt würden. Nach kurzer Zeit erhielten jedoch die von der Verlegung nicht verständigten Angehörigen der Kranken die ersten Todesnachrichten aus den genannten „Euthanasie“-Anstalten. Etwa zwei Monate nach ihrem Abtransport waren alle Patienten tot, die nach außerhalb Mainfrankens verlegt worden waren. Am 24. Oktober 1940 wurde die Heil- und Pflegeanstalt Werneck mit bessarabischen „Volksdeutschen“ belegt, die von hier aus im Reich angesiedelt werden sollten.

## Kriegszeit
Der alliierte Luftkrieg gegen Deutschland führte zunehmend zu Angriffen auf zivile Wohnviertel. Auf Befehl Heinrich Himmlers wurden ab Herbst 1943 Jagdkommandos der Polizei gebildet, die abgesprungene oder notgelandete Feindflieger festzunehmen und der Wehrmacht zu übergeben hatten. Gleichzeitig sollten diese vor der Wut der teilweise äußerst aufgebrachten Bevölkerung geschützt werden. Am 20. Juni 1944 erfolgte jedoch in Reaktion auf die alliierten Bombenangriffe eine völlige Umkehrung der Richtlinien. Nunmehr waren alle aufgegriffenen Feindflieger sofort zu erschießen (siehe Fliegermorde). Obwohl sich dieser Befehl an die Polizei richtete und vom Reichssicherheitshauptamt auf dem Dienstwege weitergeleitet wurde, Hellmuth also nur für die Weitergabe an die NS-Kreisleiter verantwortlich war, wurde ihm diese administrative Handlung nach dem Kriege zum Verhängnis. Bereits am 12. September 1944 erschoss ein Würzburger Jagdkommando vier bei Ruppertshütten notgelandete amerikanische Flieger. Am 29. September 1944 wurde ein weiterer abgesprungener US-Flieger von dem Bad Neustadter Kreisleiter Ingebrand erschossen. Für diese fünf Morde wurde Hellmuth in Dachau vom US-Militärgericht verantwortlich gemacht.

## Kriegsende und Flucht
1942 wurde Hellmuth wie alle Gauleiter auch Reichsverteidigungskommissar. In dieser Eigenschaft ließ er sich in unmittelbarer Nähe seiner Villa „Am letzten Hieb“ in der Rottendorfer Straße einen Betonbunker als Luftschutz-Befehlsstelle und Kommandozentrale errichten, der ihm mit seiner Familie sowie weiteren Getreuen zur Verfügung stand. Am Tag des britischen Bombenangriffs, dem 16. März 1945, der 5.000 Würzburgern das Leben kostete, 90.000 Menschen obdachlos machte und zur weitgehenden Vernichtung der Würzburger Altstadt führte, befand sich Hellmuth außerhalb der Stadt.
Am 19. März 1945 schrieb Hellmuth auf der Titelseite der Mainfränkischen Zeitung:

„Unbeirrbar und hasserfüllt stehen wir zu unserer Pflicht. Wir kennen nur noch eins: alles tun für den Tag der Rache, der kommt.“

Der ehemalige Reichsminister für Rüstung und Kriegsproduktion, Albert Speer, schrieb 1969 in seinen Erinnerungen über eine Begegnung mit Hellmuth im März 1945:

„In Würzburg suchte ich den Gauleiter Hellmuth auf, der mich an seiner gutbestellten Frühstückstafel teilnehmen ließ. Während wir Landwürsten und Eiern zusprachen, erklärte der Gauleiter mit größter Selbstverständlichkeit, dass er zur Durchführung des Hitlerschen Erlasses die Zerstörung der Schweinfurter Kugellagerindustrie angeordnet habe; die Vertreter der Werke und der Parteistellen warteten bereits in einem anderen Raume auf seine Befehle. Der Plan war gut ausgedacht: Die Ölbäder der Spezialmaschinen sollten in Brand gesteckt werden; damit würden nach den Erfahrungen der Fliegerangriffe, die Maschinen unbrauchbarer Schrott. Er war zunächst nicht zu überzeugen, dass derartige Zerstörungen Unsinn seien und richtete die Frage an mich, wann denn der Führer die entscheidende Wunderwaffe einsetze. Er habe Informationen über Bormann und Goebbels aus dem Hauptquartier, wonach dieser Einsatz unmittelbar bevorstehe. Wie schon so oft musste ich auch ihm erklären, dass eine Wunderwaffe nicht existiere. Ich wusste, dass der Gauleiter zu der Gruppe der Vernünftigen gehörte und forderte ihn daher auf, den Vernichtungsbefehl Hitlers nicht durchzuführen. Ich fuhr fort, dass es angesichts dieser Lage sinnlos sei, durch Sprengungen von Industrieanlagen und Brücken dem Volk die unbedingt notwendige Lebensgrundlage zu nehmen.

Ich erwähnte deutsche Truppenmassierungen, die östlich von Schweinfurt zusammengezogen würden, um im Gegenstoß das Zentrum unserer Rüstungsproduktion zurückzuerobern; womit ich nicht einmal log, da die oberste Führung einen baldigen Gegenangriff in der Tat plante. Das alte, vielbewährte Argument, dass Hitler seinen Krieg ohne Kugellager nicht fortsetzen könne, tat endlich seine Wirkung. Der Gauleiter, ob überzeugt oder nicht, war nicht bereit, die historische Schuld zu übernehmen, alle Siegesaussichten durch die Zerstörung der Schweinfurter Fabriken zunichte zu machen.“

Goebbels notierte unter dem 28. März 1945 in seinem Tagebuch:

„Morgens läuft bei uns ein Bericht aus Würzburg ein, der etwas hoffnungsvoller klingt. Die Gauleitung teilt mit, dass man dort völlig der Lage Herr sei und dass Aschaffenburg wieder vom Feind freigekämpft worden sei. Unser Reichspropagandaamtsleiter Dr. Fischer hat sich besonders liebevoll derjenigen angenommen, die beim Herannahen des Feindes weiße Fahnen gehisst haben. Sie werden im Gau Mainfranken einer rabiaten Behandlung unterworfen, die sie auch verdienen.“

Kurz vor Einmarsch der amerikanischen Truppen erklärte Hellmuth in einem letzten Aufruf am 28. März 1945:

„Die Lage ist ernst, aber keineswegs hoffnungslos! Die Führung trifft alle Maßnahmen, die die Lage erfordert. Die Stunde unserer Bewährung ist gekommen! Wer nur eine Sekunde seine Pflicht vergisst, ist Verräter an der Sache des Volkes. Feiglinge sind rücksichtslos zu beseitigen! In unseren Herzen darf nur noch der Hass und der Wille zu entschlossenem Widerstand Platz haben. Auch von Mainfranken soll der Gegner berichten, dass er ein entschlossenes und tapferes Volk antraf!“

Anschließend tat er genau das, was er dem gemeinen „Volksgenossen“ bei Androhung der Todesstrafe verboten hatte; er flüchtete mit seiner Familie und der Gauleitung am 2. April 1945 zunächst nach Untermerzbach bei Ebern und dann über Haßfurt am 9. April 1945 nach Eggolsheim bei Forchheim in der Fränkischen Schweiz. Am 14. April 1945 löste sich die NSDAP in Mainfranken offiziell auf. Seine Frau und Kinder fanden schließlich in Oberbayern Schutz, während sich Hellmuths Spur in Tirol verlor. In Bayern in amerikanische Kriegsgefangenschaft geraten, blieb er unerkannt. Zusammen mit seinem ehemaligen Adjutanten flüchtete er nach Norddeutschland.

## Nachkriegszeit
Nach zwei Jahren im Verborgenen, in denen er als Landarbeiter im Raum Kassel lebte und später unter dem Namen Hans Oster in einer Zahnarztpraxis in Bassum tätig war, wurde er von der britischen Militärpolizei in der zwischen Bremen und Osnabrück gelegenen Kleinstadt festgenommen. In Dachau wurde er vor einem US-Militärgericht in einem der Fliegerprozesse angeklagt, für die Erschießung von notgelandeten alliierten Fliegern im September 1944 mitverantwortlich zu sein.
Auf Bitten von Hellmuths Schwester Hedwig, die der Würzburger Bischof Matthias Ehrenfried als „wahre gute katholische Dame“ kannte, verwendete dieser sich mit einem Gnadengesuch vom 23. Oktober 1947 für den am 10. Oktober 1947 durch den General Military Court in Dachau zum Tod durch den Strang verurteilten Hellmuth. Gerade der Würzburger Bischof hatte unter den kirchenfeindlichen Ausfällen des früheren Gauleiters zu leiden gehabt, die in mehreren Stürmen 1934 und 1938 auf das bischöfliche Palais gipfelten. In einem Revisionsverfahren 1951 wurde das Todesurteil in lebenslange Freiheitsstrafe umgewandelt; die Haftzeit wurde schließlich auf 20 Jahre ermäßigt. Hellmuth blieb jedoch nur bis Juni 1955 im Kriegsverbrechergefängnis Landsberg, da auch er von der damaligen Begnadigungswelle erfasst wurde. Er ging nach seiner Entlassung nach Kassel, wo er 1956 eine Heimkehrerentschädigung in Höhe von 5.160 DM beantragte. Nach fünf Jahren Klagen durch alle Instanzen wurde Hellmuth dieser Betrag zugesprochen. Trotz des Entrüstungssturms in seinem ehemaligen Gau und den Protesten des „Verbandes der Kriegsbeschädigten, Kriegshinterbliebenen und Sozialrentner Deutschlands“ beanspruchte er auch die „Begrüßungsgabe“ nach dem Heimkehrergesetz. Diese blieb ihm jedoch versagt.
Gegen den Protest der Kassenärztlichen Vereinigung Unterfrankens und des Deutschen Gewerkschaftsbundes erhielt Hellmuth, da er „die älteste Approbation“ vorweisen konnte, den Vorzug vor 21 Mitbewerbern bei der Zulassung für alle Krankenkassen durch die AOK Reutlingen, wo er sich 1958 als Zahnarzt niederließ.
Bereits während seiner Gefängniszeit in Landsberg am Lech unternahm Hellmuth 1947 einen Suizidversuch. Zuvor hatte er mit seinem eigenen Blut „Heil Hitler“ an die Wand seiner Zelle geschrieben. Dasselbe wiederholte er am 20. April 1968, dem Jahrestag von Hitlers Geburtstag. Hellmuth starb an diesem Tag von eigener Hand im Alter von 71 Jahren in Reutlingen. Beigesetzt wurde seine Urne im Familiengrab in Marktbreit.
Gegen Hellmuth wurde zwar während seiner Landsberger Haftzeit ein Entnazifizierungsverfahren eingeleitet, jedoch nicht zu Ende geführt. „Verbohrt bis zuletzt“, lautete auch die rückblickende Einschätzung seiner ältesten Tochter Gailana, die seine Erbschaft übernahm und schließlich ihren Vornamen im Alter von 21 Jahren ändern ließ. Hellmuth hatte zu Kriegsende sogar die Ermordung seiner Familie geplant.